# Pablo Mieres
Pablo Andrés Mieres Gómez (Montevideo, 30 de julio de 1959) es un abogado, sociólogo, profesor y político uruguayo, perteneciente al Partido Independiente, partido político que es líder y Preside actualmente  
A lo largo de su trayectoria política se desempeñó como ministro de Trabajo y Seguridad Social entre 2020 y 2024, como senador de la República entre 2015 y 2020 y como representante nacional entre 2000 y 2005.

## Primeros años y educación
Mieres nació en 1959, como el mayor de tres hermanos. Criado en el barrio montevideano de Centro, cursó sus estudios primarios y secundarios en el Colegio y Liceo Inmaculada Concepción "Los Vascos", de los padres Bayoneses, donde luego fue catequista. Y cursó el bachillerato en el Instituto Preuniversitario Salesiano Juan XXIII.
Graduado como abogado por la Universidad de la República, obtuvo un grado de 'Sociología para el Desarrollo' en el Centro Latinoamericano de Economía Humana (CLAEH). Se ha especializado en las temáticas de comportamiento electoral, sistemas electorales, partidos políticos, y comunicación política. Es autor de numerosos artículos y libros en los temas de su especialidad. Entre 1998 y 1999 fue Decano de la Facultad de Ciencias Sociales y Comunicación de dicha universidad y dirigió la Licenciatura en Ciencias Sociales de 1997 a 1998 y de 2005 a 2011. Desde 1985 hasta 2008 también fue docente de la Universidad de la República, dictando cursos de grado y postgrado en la Facultad de Ciencias Sociales en el área de Ciencia Política y desde 1990 a 2016 fue docente de la Universidad Católica dictando cursos de grado y posgrado en la Facultad de Ciencias Humanas.

## Carrera política
Inició su militancia en el Partido Demócrata Cristiano en 1979, grupo político que entonces integraba el Frente Amplio, habiendo sido Secretario General de la Juventud Demócrata Cristiana desde 1983 a 1990. Fue candidato a diputado por el Partido Demócrata Cristiano en el Frente Amplio, en las elecciones de 1984. En esa ocasión fue elegido diputado suplente de Héctor Lescano. 
En 1989, el Partido Demócrata Cristiano se retiró del Frente Amplio y pasó a conformar el Nuevo Espacio, apoyando en las elecciones de 1989 a Hugo Batalla. En esa ocasión volvió a ser electo diputado suplente de Héctor Lescano. Desde 1990 a 1995 fue Secretario Político del Partido Demócrata Cristiano.
En 1994 y cuando Hugo Batalla decidió volver al Partido Colorado, el Partido Demócrata Cristiano se integró al Encuentro Progresista-Frente Amplio, y Mieres fue nuevamente candidato a diputado por dicho sector. Mientras tanto, el Nuevo Espacio también participó de esas elecciones en forma independiente liderado por Rafael Michelini.
En 1995 y junto a Juan Young y otros dirigentes del PDC, se retiraron de la coalición frentista. Durante 1995 y 1996, ocupó el cargo de Director de Educación en el Ministerio de Educación y Cultura, manteniéndose políticamente independiente.
En 1996, Mieres junto a un grupo de exdemócrata cristianos, ingresó al Nuevo Espacio liderado por Rafael Michelini. Para las elecciones de 1999, Rafael Michelini lo designó como su compañero de fórmula y primer candidato a diputado por Montevideo, siendo entonces electo diputado por el período 2000-2005. En la segunda vuelta de 1999 votó a Tabaré Vázquez.
En el marco de su actuación parlamentaria, Mieres presentó varios proyectos de ley, entre otros la iniciativa de creación del Ministerio de Desarrollo Social, la universalización de las asignaciones familiares a todas las familias pobres, la obligatoriedad de publicar un informe anual sobre la situación de la pobreza en Uruguay a cargo del INE, y una iniciativa tendiente a responsabilizar penalmente a los ministros por sus decisiones tomadas en el cargo. También promovió la creación de una Comisión Investigadora parlamentaria sobre la actuación de la Corporación Nacional para el Desarrollo, y fue miembro integrante de la Comisión Investigadora parlamentaria sobre la Crisis Financiera y Bancaria de 2002.

### Creación del Partido Independiente
A partir del año 2000 se produce dentro del Nuevo Espacio un fuerte debate estratégico entre quienes pretendían integrarse al Frente Amplio y quienes reivindicaban la continuidad de un espacio político independiente. Rafael Michelini lideró la estrategia de incorporación al Frente Amplio, mientras que tres de los cuatro diputados electos: Pablo Mieres, Iván Posada y Ricardo Falero, defendían la continuidad política de ese espacio político.

La discusión política se procesó en la Convención Nacional del 7 de octubre de 2001 en la que por una diferencia de 60 a 40% la mayoría de los convencionales apoyan la estrategia frentista. Ante este resultado, en diciembre de 2001 Mieres y los otros tres diputados crean el sector parlamentario del Nuevo Espacio Independiente; terminan por fundar en el año 2002 el Partido Independiente.

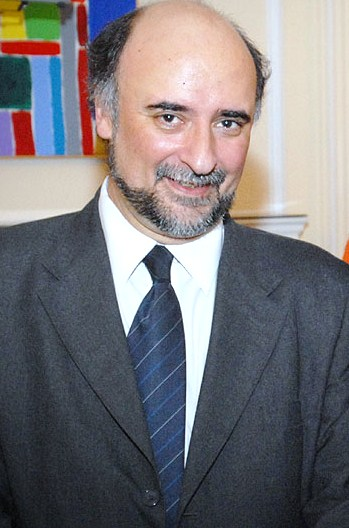
Pablo Mieres en 2008.

Participó entonces como candidato a la presidencia en las elecciones presidenciales de 2004 y en las elecciones nacionales de 2009, oportunidades en que también fue candidato a senador, cargo al cual no accedió. El Partido Independiente obtuvo el 1,9% de los votos en 2004 y accedió a una banca en la Cámara de Diputados que ocupó el Cr. Iván Posada, en 2009 obtuvo el 2.6% sumando un nuevo diputado, Daniel Radío.
En las elecciones nacionales de 2014 fue nuevamente candidato a la Presidencia y al Senado, alcanzando en esta oportunidad, la banca en el Senado. Su partido obtuvo el 3.2% de los votos y alcanzó tres bancas en la Cámara de Diputados (Iván Posada, Daniel Radío y Heriberto Sosa). Se convirtió en 2005 en el presidente del Partido Independiente.

### Senado
En las elecciones nacionales de 2014, una vez más se postula a la Presidencia y al Senado, logrando finalmente acceder a una banca en la Cámara Alta.
De cara a las internas de 2019, Mieres se abocó a la formación de un espacio llamado La Alternativa con el aporte de políticos procedentes de otros partidos: Esteban Valenti y su esposa Selva Andreoli (escindidos del Frente Amplio), Fernando Amado (quien inicialmente había proclamado su precandidatura por el Partido Colorado), Víctor Lissidini (ex Partido Intransigente) y Luis Franzini Batlle (ex Partido Colorado) No obstante, esta alianza tuvo corta vida. Poco después del anuncio de la nominación de Andreoli a la vicepresidencia, la misma realizó declaraciones que ocasionaron una profunda crisis de confianza. Al punto que Mieres anunció que abandonaba La Alternativa; el sector de Amado siguió un camino similar.

### Ministro

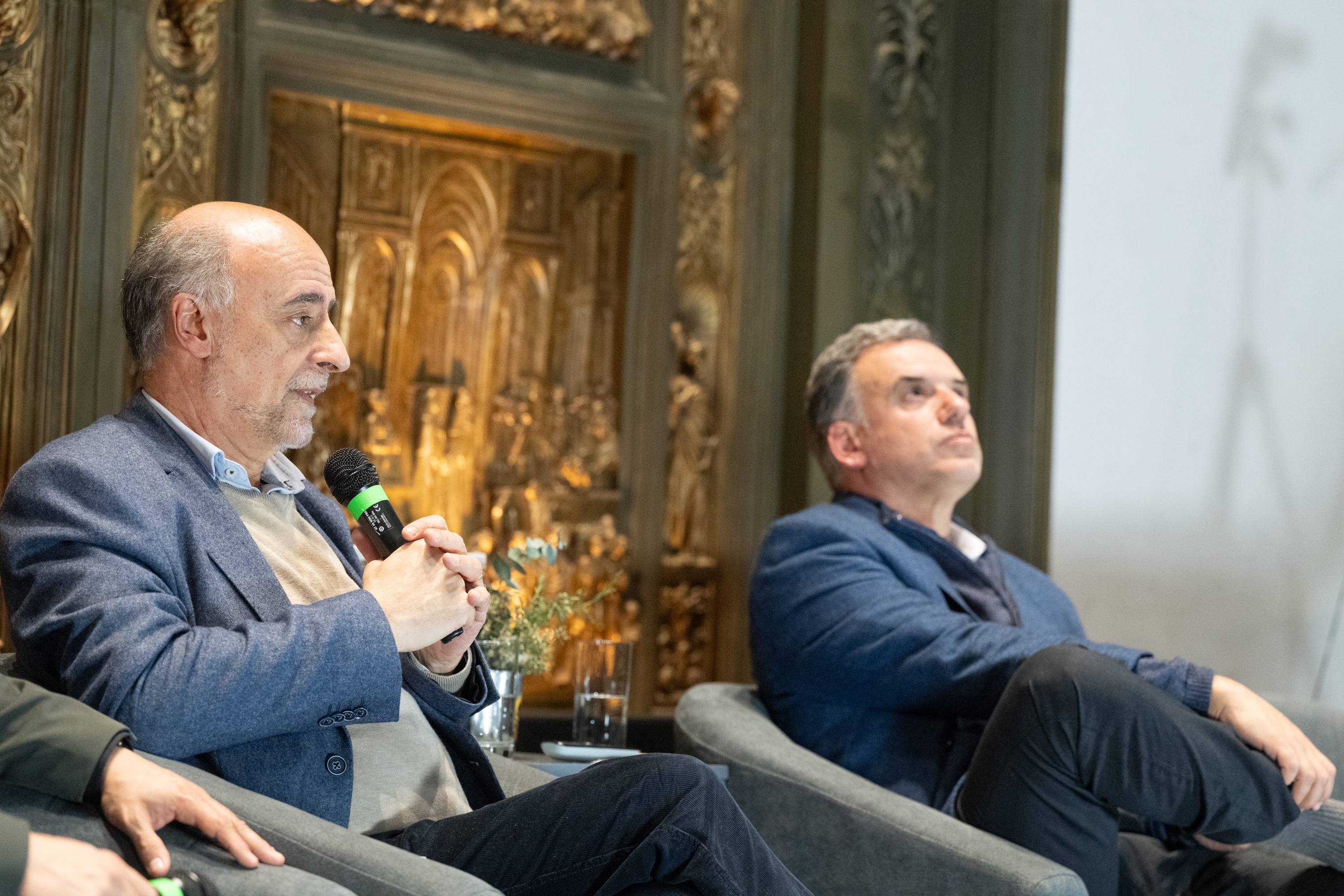
Pablo Mieres y Yamandú Orsi durante un evento en la campaña electoral de 2024.

Mieres no logró la reelección en el Senado para el periodo 2020-2025; pero apoyó a Luis Alberto Lacalle Pou en el balotaje contra Daniel Martínez Villamil. En 2020 Mieres renuncia a la presidencia del Partido Independiente para realizar una "autocrítica" ante la pérdida de 50.000 votos respecto a los comicios de 2014. De cara a la conformación del gabinete de Lacalle Pou, Mieres aceptó encabezar la cartera de Trabajo.
El 2 de mayo de 2024 Mieres renunció a la titularidad del Ministerio de Trabajo y Seguridad Social para dedicarse a la campaña presidencial, siendo precandidato del Partido Independiente. Mieres realizó un balance de su gestión remarcando que existen 104.000 puestos de trabajo más de los que había en febrero de 2020, último mes del gobierno anterior. Consideró a la reforma de la seguridad social del gobierno como necesaria y cuestionó el plebiscito sobre este tema propuesto por el PIT-CNT. El nacionalista Mario Arizti asumió como ministro de Trabajo en lugar de Pablo Mieres.Se planteó como objetivo de campaña alcanzar una banca dentro del Senado; el Partido Independiente mejoró su votación pasada, pero se posicionó como el sexto partido más votado y mantuvo su única banda en diputados.